# 1999年2月16日日食
1999年2月16日日食是一次日環食，發生於协调世界时1999年2月16日，當天也是春節。新月當天（即朔日），地球上觀測到月球和太阳的角距離極小，此時月球如果恰好在月球交點附近，穿過太阳和地球之間，與地球、太阳接近一直線，則會出現日食。月球穿過太阳和地球之間，但距地球較遠，本影未能接觸地表，而使偽本影覆蓋的區域內看到月球的角直徑小於太陽，就形成日環食，同時在偽本影兩側數千公里的半影範圍內形成日偏食。此次日環食經過了南非爱德华王子群岛和澳大利亚，日偏食則覆蓋了非洲南部、马来群岛、大洋洲西部、南极洲及周邊部分地區。

## 日食概況

### 出現區域
南非好望角西南約1200公里處的南大西洋洋面在日出時最先看到日環食，隨後月球偽本影向東進入南印度洋，劃過一段狹長的海域，途中覆蓋了南非本土東南約1700公里處的爱德华王子群岛的一部分，又在澳大利亚納多魯列斯角西南約2000公里、凱爾蓋朗群島東北約2100公里的洋面達到最大食分。此後偽本影自西南向東北斜貫澳大利亚，最終在日落時分結束於路易西亞德群島以南約220公里的珊瑚海海域。環食帶均在國際日期變更線以西，在2月16日看到日環食。
此次偽本影經過的陸地較集中，除兩個小島嶼外均在澳大利亚，依次包括：
- 南非爱德华王子群岛：馬里恩島北部及愛德華王子島全島；
- ：自西南向東北斜貫西澳大利亚州中部、北領地中部、昆士蘭州西北部卡奔塔利亞灣沿海附近及約克角半島南部。[3][4]

除了上述狹窄的環食帶內能看到日環食之外，月球半影覆蓋範圍內都能看到日偏食，包括非洲南部、马来半岛南部、南沙群岛南部、马来群岛除蘇門答臘北部和菲律宾北部以外的大部分、帛琉、马里亚纳群岛、密克罗尼西亚联邦中西部、澳大利亚、新西兰、美拉尼西亚除所罗门群岛極東部島嶼和斐濟外的大部分、南极洲除南極半島和埃爾斯沃思地沿海一側外的大部分。
月球在其軌道上自西向東轉動，發生日食時，月球在地球表面的陰影也大多自西向東移動，而從地球上看，太阳的西側先被月球遮掩，然後逐漸向東。但此次日食發生在南半球的夏季，地軸南端向太阳方向傾斜，月球偽本影經過了晨昏圈最南端附近的區域，因而在西部南極洲附近的一部分被半影覆蓋、看到日偏食的區域內，月影在地表自東向西移動，地面上看到的太阳東側最先被月球遮掩。此外，整個環食帶以及除南极洲以外的多數偏食區域都在2月16日看到日食，而南极洲無確定时区，或在2月16日，或在2月15日，部分處於極晝的地區日食從2月15日深夜持續到2月16日凌晨。

此次日環食過程中月影在地表移動的動畫

### 基本參數
- 類型：日環食
- 食甚中心處（位於澳大利亚納多魯列斯角西南約2000公里的東南印度洋）資料：
  - 時間：1999年2月16日6:33:34.5
  - 地點：39°48.8′S 93°52.6′E / 39.8133°S 93.8767°E
  - 食分：0.9928（環食帶內最大）
  - 日環食持續時間：39.6秒

## 觀測
環食帶在澳大利亚境內覆蓋的多數地區在日環食發生時都天氣晴朗。其中位於西澳大利亚州、擁有由澳洲國家信託管理的諸多古建築的格里諾也在環食帶中心線上，聚集了大量科學家和媒體，包括美国国家航空航天局戈达德太空飞行中心天體物理學家弗雷德·伊斯本力、威廉姆斯学院教授傑·珀薩喬夫及來自日本的一個龐大的觀測團等。此次日環食地表較接近月球本影錐末端，日環食的食分較大，從地球上看到的月面與日面邊緣貼得比較近，在月球邊緣凹凸的山峰影響下，會出現一般只有日全食時才能看見的倍里珠。此外由於太阳的光球層大部分被遮掩，在食甚前後可以拍攝到色球層。

## 相關的日食

### 1997-2000年的日食
月球交替位於相對的月球交點時，以半個交點年（食年），即約177天又4小時間隔出現下列日食。
| 日食列表  |           |           |           |           |           |           |           |           |           |           |           |
| 1997-2000 | 2000-2003 | 2004-2007 | 2008-2011 | 2011-2014 | 2015-2018 | 2018-2021 | 2022-2025 | 2026-2029 | 2029-2032 | 2033-2036 | 2036-2039 |

| 降交點                                                         | 降交點                  |                  | 升交點                   | 升交點 |
| 沙羅周期                                                       | 地圖                    | 沙羅周期         | 地圖                     |        |
| 120 俄罗斯赤塔的日全食                                         | 1997年3月9日 全食       | 125              | 1997年9月2日 偏食（南）  |        |
| 130                                                            | 1998年2月26日 全食      | 135              | 1998年8月22日 環食       |        |
| 140                                                            | 1999年2月16日 環食      | 145 法国的日全食 | 1999年8月11日 全食       |        |
| 150                                                            | 2000年2月5日 偏食（南） | 155              | 2000年7月31日 偏食（北） |        |
| 註：2000年7月1日和2000年12月25日的日偏食屬於下一組交點年系列。 |                         |                  |                          |        |

### 沙羅周期
沙羅周期長度為18年11天。本次日食屬於沙羅周期140，共包含71次日食，依次為1512年4月16日至1638年7月11日的8次日偏食、1656年7月21日至1836年11月9日的11次日全食、1854年11月20日至1908年12月23日的4次全環食（亦稱混合食）、1927年1月3日至2485年12月7日的32次日環食、2503年12月19日至2774年6月1日的16次日偏食，總共歷時1262.11年。其中最長的全食發生於1692年8月12日，共持續了4分10秒。
下表列舉了1901年至2100年間發生的屬於該周期的日食，是第23至33次：
| 23             | 24            | 25            |
| -------------- | ------------- | ------------- |
| 1908年12月23日 | 1927年1月3日  | 1945年1月14日 |
| 26             | 27            | 28            |
| 1963年1月25日  | 1981年2月4日  | 1999年2月16日 |
| 29             | 30            | 31            |
| 2017年2月26日  | 2035年3月9日  | 2053年3月20日 |
| 32             | 33            |               |
| 2071年3月31日  | 2089年4月10日 |               |

## 資料來源
1. ↑  樊忠玉. . 中国天文科普网.   [2016-01-14]. （原始内容存档于2014-09-17）.
2. 1 2  Fred Espenak. . NASA Eclipse Web Site.   [2016-01-14]. （原始内容存档于2020-10-18）.（英文）
3. ↑  Fred Espenak. . NASA Eclipse Web Site.   [2016-01-14]. （原始内容存档于2020-10-23）.（英文）
4. ↑  Xavier M. Jubier. .   [2016-01-14]. （原始内容存档于2019-08-30）.（法文）（英文）
5. ↑  Fred Espenak. . NASA Eclipse Web Site.   [2016-01-14]. （原始内容存档于2008-08-29）.（英文）
6. ↑  Jay M. Pasachoff. . Williams College.   [2016-01-18]. （原始内容存档于2017-04-06）.（英文）
7. ↑  Fred Espenak. . 1999-03-11  [2016-01-18]. （原始内容存档于2013-11-06）.（英文）
8. ↑  Fred Espenak. . NASA Eclipse Web Site.（英文）

## 外部連結
- NASA日食專頁（页面存档备份，存于）（英文）
- 可見區域圖和時間統計：由弗雷德·埃斯佩纳克做出的日食預報，NASA/GSFC
  - Google互動地圖呈現的日食範圍
  - 貝塞爾元素
- Google地圖顯示的日環食和日偏食範圍（页面存档备份，存于）（法文）（英文）

| \| \| 日食 \|                             |                              |                                           |
| 上一次日食： 1998年8月22日日食 （日環食） | 1999年2月16日日食 （日環食） | 下一次日食： 1999年8月11日日食 （日全食） |
| 上一次日環食： 1998年8月22日日食          | 1999年2月16日日食 （日環食） | 下一次日環食： 2001年12月14日日食         |
|                                           | 日食                         |                                           |